# Lies
|  | Aquest article tracta sobre la capa de terreny formada durant el Juràssic. Si cerqueu el municipi francès, vegeu «Lias (Alts Pirineus)». |

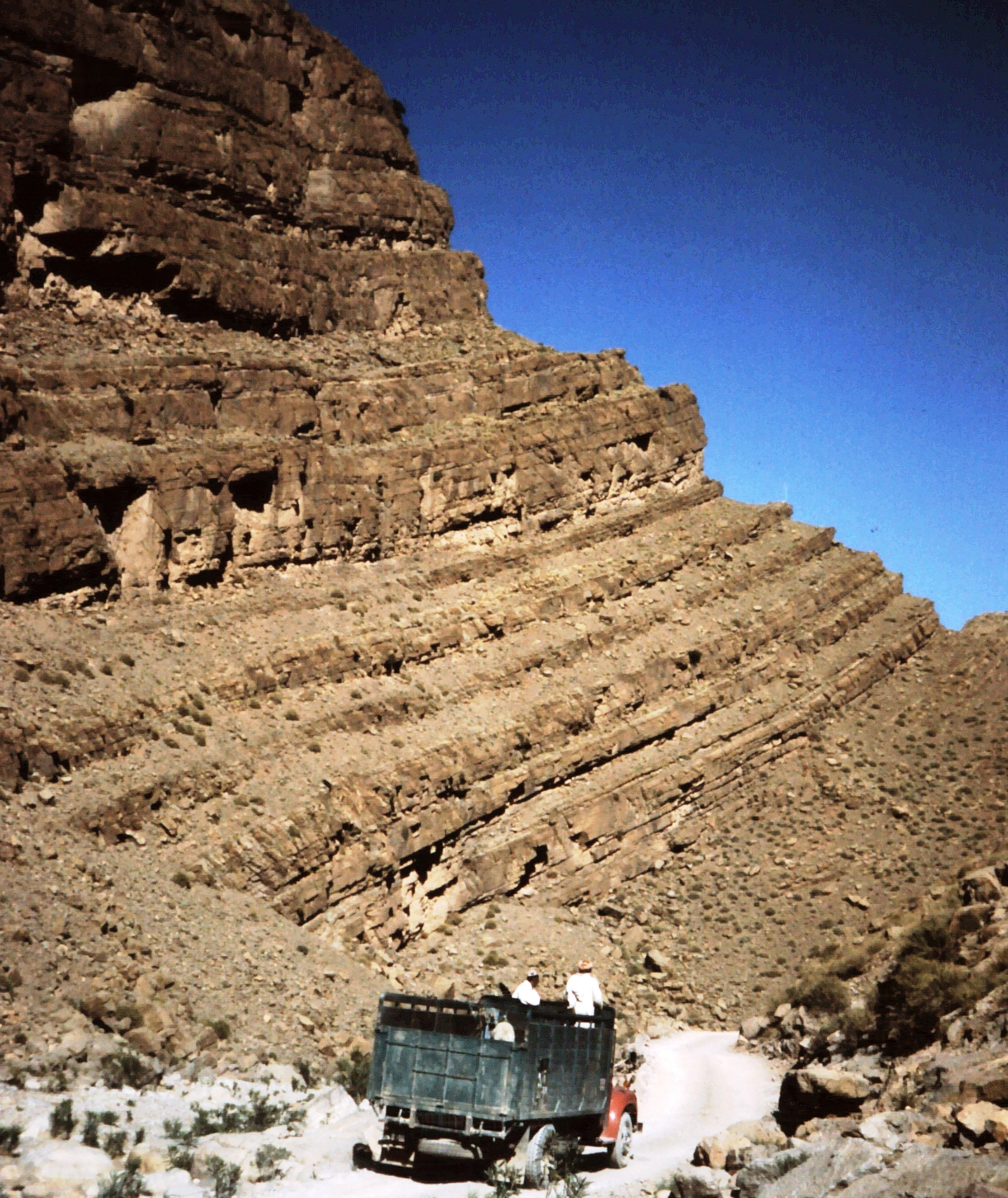
Aspecte de fàcies del Lias a la regió de l'Atles

El Lies o Liàsic, anomenat lias en anglès, correspon a una formació de fàcies calcàries, de margues i argiles que constitueix la base de l'oolita amb la que comparteix alguns fòssils com Avicula inequivalvis i el sostre del Keuper en la sèrie estratigràfica europea. El seu gruix varia considerablement entre els 500 i 1.000 peus. La seva formació durant el Juràssic correspon a un ambient marí progressivament més somer, pel que usualment la granulometria de les roques són progressivament més gruixudes. Se sol subdividir en Lies Superior, Mitjà i Inferior.

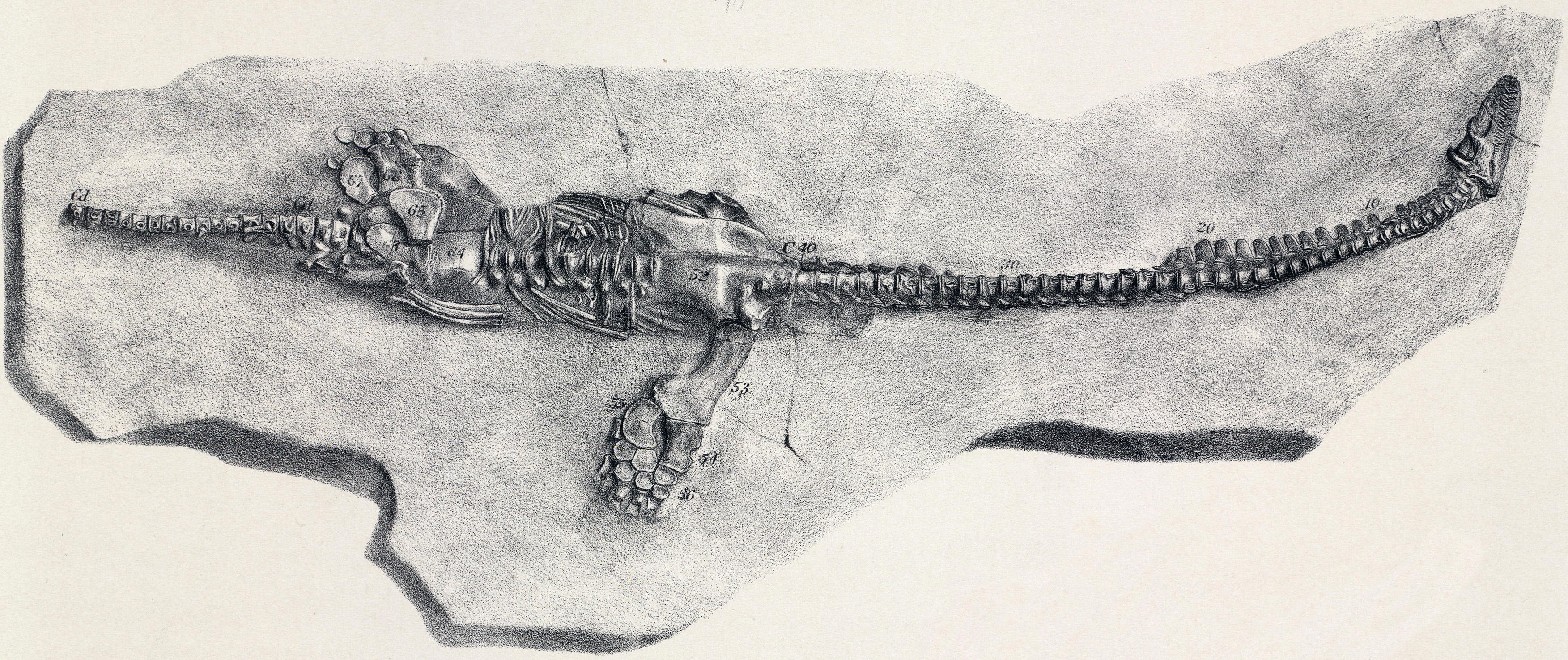
Esquelet de plesiosaure trobat en un estrat del Lies

L'aspecte característic per al Lies a Anglaterra, França i Alemanya, consisteix en una alternança de capes primes de calcàries la superfície de les quals, per la influència atmosfèrica, està tintada d'un color bru clar, separades per feixos argilosos de color fosc, de manera que, les pedreres a cel obert, presenten de lluny una laminació de diversos colors. Tot i que el color predominant de la calcària d'aquesta formació és blava, hi ha no obstant algunes capes del Lies inferior que és d'un blanc grogós, cosa que ha fet aparèixer la denominació Lies blanc. En la zona dels Vosges i Luxemburg el Lies esdevé arenaci, i prop de Harz, a Westfàlia i a Baviera la part inferior del Lies és gres.
Conté fòssils guia. S'ha aplicat al Lies el nom de calcària de Gryphites, per raó del gran nombre de conquilles que contenen una espècie d'ostres del gènere Gryphaea. Diversos cefalòpodes com els ammonites, belemnits i Nautilus. En aquests fòssils se sol conservar molt visible el sifó que comunica a través dels septes. Els peixos fòssils s'assemblen genèricament als de l'oolita, diferenciant-se dels fòssils trobats en fàcies cretàciques. Entre ells hi ha l'espècie Lepidotus gigas que s'ha trobat en el Lies d'Anglaterra, França i Alemanya. Les dents de l'espècie Acrodus nobilis també són molt abundants en el Lies. Entre els rèptils, abundants, es distingeixen diverses espècies de plesiosaures i ictiosaures (tot i que no restringits a aquesta capa, ja que es troben des del Muschelkalk fins al cretàcic. En el Lies de Lyme Regis s'han trobat també molts exemplars de Sepia loligo conservant encara "intactes" els sacs de tinta. Entre les restes vegetals del Lies, s'han trobat a Lyme Regis diverses espècies de Zamia, i a Whitby restes de coníferes. Els fragments de troncs són bastant comuns, i alguns d'aquests convertits en calcària.
Els afloraments liàsics a la península Ibèrica són escassos citant-se a la costa d'Astúries i al cap de la Barra (l'Estartit, el Baix Empordà).